# Péreuil
Péreuil is een plaats en voormalige gemeente in het Franse departement Charente (regio Nouvelle-Aquitaine) en telt 394 inwoners (2005). De plaats maakt deel uit van het arrondissement Angoulême. Op 1 januari 2016 is Péreuil gefuseerd met de gemeenten Aubeville, Jurignac en Mainfonds tot de gemeente Val des Vignes.

## Geografie
De oppervlakte van Péreuil bedraagt 17,1 km², de bevolkingsdichtheid is 23,0 inwoners per km².
De onderstaande kaart toont de ligging van Péreuil met de belangrijkste infrastructuur en aangrenzende gemeenten.

## Demografie
Onderstaande figuur toont het verloop van het inwonertal (bron: INSEE-tellingen).